# Teutoburgium
Teutoburgium, ou Teutiburgium est le nom d'un ancien fort romain (castrum) de la province de Pannonie ; il était situé sur la voie romaine reliant Cornacum (en) à Mursa, au bord du Danube, frontière naturelle de l'Empire.
Localisé près de l'actuel village croate de Dalj, Teutoburgium est mentionné au IIe siècle sous le nom de Τευτοβούργιον dans la Géographie de Claude Ptolémée. Son nom est vraisemblablement d'origine germanique : il se rapproche du nom Teutoburg, qu'on pourrait traduire par « Fort du peuple ».
L'importance du fort est attestée à la fin du Ier siècle lors des campagnes militaires menées par l'empereur Domitien contre les Germains, les Sarmates et les Daces, quand y campaient les troupes auxiliaires ala II Hispanorum et Aravacorum puis ala prætoria civium Romanorum.
Vers 400, la Notitia dignitatum atteste la présence à Teutiburgium d'une unité de cavalerie, les equites Dalmatae (en).
Le fort est évacué au cours du Ve siècle, lors des invasions barbares.
La construction d'une briqueterie au début du XXe siècle, a fortement endommagé le site.